# K2 (canal de televisão)
K2 é um canal italiano de televisão aberta de propriedade da Discovery Networks Europe. A sua sede se encontra em Roma. Foi lançado em 1 de outubro de 2004 como uma distribuição administrada pela subsidiária italiana da Fox Kids Europe, Fox Kids Italy.

## História
O K2 foi lançado em 1 de outubro de 2004 como um bloco de programação das 17h às 19h, que foi distribuído em outras estações de televisão regionais italianas, substituindo a Fox Kids no processo durante sua mudança de marca para Jetix. Em 2009, foi lançado como canal de televisão digital terrestre.
Devido à decisão da Disney de mudar a marca da operação Jetix para Disney XD, a subsidiária italiana da Jetix Europe, Jetix Italy Srl, comprou a rede Jetix italiana. Renomeada como Switchover Media, concordou em permitir que o canal Jetix Itália se renomeasse para Disney XD Itália e comprou os canais K2 e GXT da Jetix Europe em junho de 2009.
Nesse período surgiram 2 canais, K2 Extra e K2 Plus, porém, eram apenas cópias do canal original e foram retirados em dezembro de 2012. Com a aquisição da Switchover Media em janeiro de 2013 pela Discovery Communications, o K2 passou a ser gerenciado pela Discovery EMEA.